# 劇場等演出空間電気設備指針
劇場等演出空間電気設備指針（げきじょうとうえんしゅつくうかんでんきせつびししん）とは、「劇場等演出空間」に常設されている電気設備に関する民間指針。
電気設備技術基準の解釈第172条【特殊な配線等の施設】第2項等の更に具体的な指針となっている。「解説 電気設備の技術基準(ISBN 978-4-8299-7701-9 第16版)」でも参照するようとの記述がある。
規格体系としては、電技解釈－内線規程の系列であり、明示されていない点については、内線規程を適用する必要がある。
演出空間仮設電気設備指針と相補的な関係にあるため、こちらも合わせて参照する必要がある。
なお、劇場等演出空間電気設備のうち、持込機器電源盤については、演出空間仮設電気設備指針で具体的に規定されている。演出空間仮設電気設備指針#持込機器電源盤を参照されたい。

## 電圧降下と電源電圧変動率
この指針では、舞台技術者の暗黙の了解となっている事項が明示されない場合がある。
その一つが、電源電圧の評価で、この指針においても、幹線電圧降下は内線規程と同じく3%とされ、照明電源について昇圧で対応する例が挙げられている。
ところが、実際には、すべての負荷は、0～100%まで、変動することが前提であるので、電源受け渡し点においては、そこから電源側の電圧降下は、すべて電源電圧変動の一部として評価される。したがって、幹線電圧降下を3%とした場合は、受け渡し点での変動率の-側が3%増えるため、大変質の悪い電源として評価される。
これを電気管理者は昇圧で対応しようとするが、昇圧しても変動率で見ると変わらないため、舞台技術者と行き違いが起こることが多い。
ほとんどの場合、昇圧は無意味で、負荷をつなぎ変えて一系統の負荷を減らしたり、幹線を太くするなどして、電圧降下を減らすしか方法は無い。
これらの点は、演出空間仮設電気設備指針で一部提示されている。電圧降下の項も参照されたい。